# Kelurahan Simarpinggan
Kelurahan Simarpinggan is een bestuurslaag in het regentschap Tapanuli Selatan van de provincie Noord-Sumatra, Indonesië. Kelurahan Simarpinggan telt 2080 inwoners (volkstelling 2010).